# Рокитницкий, Якуб
Якуб Станислав Рокитницкий (пол. Jakub Rokitnicki; умер 1 июля 1688, Русиново) — польский военный, ротмистр войск коронных, хорунжий добжинский, депутат сейма.

## Биография
Представитель польского шляхетского рода Рокитницких герба «Правдзиц». Сын Марчина Рокитницкого.
В 1648 году Якуб Рокитницкий был избран от Равского воеводства послом на сейм, где поддержал избрание на польский королевский престол Яна Казимира Вазы. Вероятно, в конце того же года он начал свою военную службу. В 1651 году Я. Рокитницкий участвовал в битве против казаков и татар под Берестечком, а позднее в войне со Швецией (1655—1660).
В начале Шведского потопа он принимал участие в боях против шведов до перехода обоих гетманов на сторону шведского короля Карла X Густава, но в феврале 1656 года он перешел на сторону польского короля Яна Казимира Вазы, вернувшегося из Силезии в Польшу. В апреле 1656 года Якуб Рокитницкий сражался под командованием Стефана Чарнецкого в битве под Варкой, принимал участие в кампании в Великой Польше и датской экспедиции (1658—1659). В 1660 году в награду за военные заслуги он получил должность старосты рыпинского. В 1662 году он был избран послом на сейм от Добжинской земли, а с 1664 года носил звание хорунжего добжинского. В 1665—1666 годах Якуб Рокитницкий участвовал в восстании (рокоше) Ежи Себастьяна Любомирского против королевской власти. В 1666 и 1668 годах он представлял Добжинскую землю в парламенте Речи Посполитой. В 1669 году он участвовал в элекционном сейме, где был избран новым королем Михаил Корибут-Вишневецкий, и коронационном сейме.
В декабре 1671 года хоругви Якуба Рокитницкого потерпели поражение от казаков правобережного гетмана Петра Дорошенко под Тростянцем. В 1672 году он был избран послом на сейм и участвовал в Голомбской конфедерации. Во главе собственной панцирной хоругви он участвовал в битве против турецко-татарской армии под Хотином в ноябре 1673 года. В качестве депутата парламента от Добжинской земли Якую Рокитницкий в 1674 году подписал элекцию (избрание на престол) Яна Собеского. В 1674—1676 годах он принимал участие в военных кампаниях нового польского короля против Украины, находясь под командованием казацкого полковника Евстахия Гоголя. В 1676 году Якуб Рокитницкий участвовал в коронационном сейме в Кракове. В 1683 году он принимал участие в Венской кампании Яна Собеского. Последний раз Я. Рокитницкий избирался депутатом в сейм в 1685 году.
Якуб Рокитницкий был женат на Александре (девичья фамилия неизвестна), от брака с которой у него был сын Ян Рокитницкий. Скончался 1 июля 1688 года в Русинове, был похоронен в монастыре бернардинцев в Скемпе.